# John Leonard Clive
John Leonard Clive (geboren als Hans Leo Kleyff 25. September 1924 in Berlin; gestorben 7. Januar 1990 in Cambridge (Massachusetts)) war ein US-amerikanischer Historiker.

## Leben
Hans Leo Kleyff war ein Sohn des Bruno Kleyff und der Rose Rosenfeld. Er war in Berlin Schüler am Französischen Gymnasium und war dort antisemitischen Anfeindungen ausgesetzt. Er wurde 1937 von der Familie an das Buxton College in Großbritannien geschickt. Auch seinen Eltern und seinem jüngeren Bruder, der als Geoffrey Clive in Philosophiegeschichte publizierte, gelang die Flucht. 1940 zog die Familie, die sich nun Clive nannte, in die USA. Er graduierte an der University of North Carolina und wurde 1943 Soldat der US Army. Clive diente bis 1946 als Second Lieutenant beim Office of Strategic Services (OSS).
Clive studierte an der Harvard University und wurde 1952 promoviert. Er wurde dort Instructor und Associate Professor. 1957 erhielt er eine Guggenheim Fellowship. Von 1960 bis 1965 lehrte er an der University of Chicago und kehrte dann nach Harvard zurück. 1974 wurde er in die American Academy of Arts and Sciences gewählt.
Für seine Biografie Thomas Babington Macaulay: The Shaping of the Historian erhielt er 1974 den National Book Award for Biography and History. Postum wurde sein Essayband Not by Fact Alone: Essays on the Writing and Reading of History mit dem National Book Critics Circle Award ausgezeichnet. 

## Schriften (Auswahl)

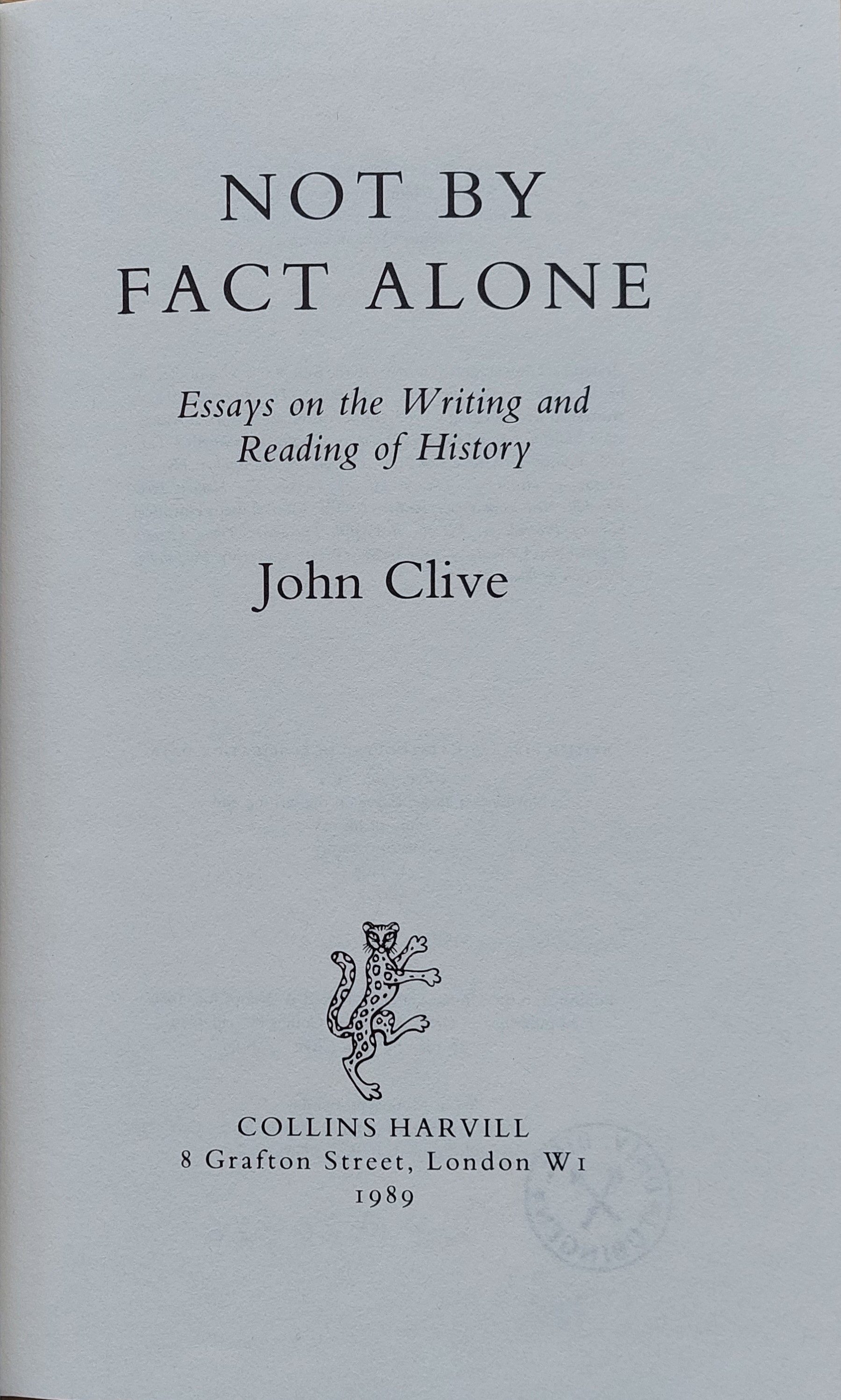
Not by fact alone (1989)

- Scotch reviewers: The Edinburgh review, 1802–1815. 1957
- Gottlieb Mittelberger: Journey to Pennsylvania. Edited and translated by Oscar Handlin and John Clive. The John Harvard Library. Cambridge, Massachusetts: The Belknap Press of Harvard University Press, 1960
- (Hrsg.): Thomas Carlyle: History of Friedrich II. of Prussia, Called Frederick the Great. 1969
- Thomas Babington Macaulay – the shaping of the historian. London: Secker & Warburg, 1973
- Not by Fact Alone: Essays on the Writing and Reading of History. 1989